# Émile Wetterlé
Émile Wetterlé (Colmar, 1861 – Ouchy, vora Lausana, 1931) fou un sacerdot i polític alsacià. Estudià teologia a la Universitat de Salamanca i a Innsbruck. Fou ordenat sacerdot el 1885, fou preceptor de grans famílies catòliques i el 1890 encarregat de la parròquia de Sant Josep de Mülhausen. El 1893 s'implicà en la lluita del nacionalisme alsacià amb el Liberale Landspartei, juntament amb Jacques Preiss sector més antialemany, i el 1897 fou escollit regidor de Colmar i diputat al Reichstag. El 1909 fou processat per les autoritats alemanyes amb Hansi per caricaturitzar al director del liceu de Colmar, i el 1912 fundà el Zentrum. Quan esclatà la Primera Guerra Mundial va fugir a França, on va fer propaganda per la incorporació d'Alsàcia-Lorena a França. El 1919 fou adscrit a l'ambaixada francesa al Vaticà, alhora que fou diputat a l'Assemblea Nacional Francesa per la Federació Republicana el 1919-1924.